# Michael Otte
Michael Friedrich Otte (* 27. März 1938 in Riga) ist ein deutscher Mathematiker und Hochschullehrer an der Universität Bielefeld.

## Leben und Wirken
Der in Riga, der Hauptstadt Lettlands, geborene Michael Otte studierte nach seiner Reifeprüfung 1958 an der Oberrealschule in Hersbruck Mathematik an den Universitäten München, Erlangen, Bonn und Göttingen. Im Jahre 1963 legte er an der Universität Erlangen die Prüfung zum Diplom-Mathematiker ab. Seine Promotion erfolgte 1967 an der Universität Göttingen bei dem Funktionentheoretiker Reinhold Remmert mit einer Arbeit über die „Beiträge zur Theorie der komplexen Lie-Gruppen“. Seit 1973 war Otte als Professor für Mathematik an der Universität Bielefeld tätig und gehörte dort zu den Gründungsprofessoren des Instituts für Didaktik der Mathematik. Zuvor hatte er sich an der Universität Münster für das Fach Mathematik habilitiert. In Bielefeld lehrte Otte bis zu seinem Eintritt in den Ruhestand 2003.
In Lehre und Forschung sowie seinen zahlreichen Veröffentlichungen widmete sich Otte vor allem der Philosophie und Didaktik der Mathematik.

## Veröffentlichungen (Auswahl)
- (Hrsg.): Mathematiker über die Mathematik. Springer, Heidelberg 1974, ISBN 3-540-06898-8.
- (Mitautor): Mathematik, die uns angeht. Bertelsmann-Lexikon-Verlag, Gütersloh 1977, ISBN 978-3-570-05236-5.
- (mit Christine Keitel u. Falk Seeger): Text, Wissen, Tätigkeit. Das Schulbuch im Mathematikunterricht. Scriptor Verlag, Königstein/Ts. 1980, ISBN 3-589-20731-0.
- Die Auseinandersetzungen zwischen Mathematik und Technik als Problem der historischen Rolle und des Typus von Wissenschaft. In: Susann Hensel u. a.: Mathematik und Technik im 19. Jahrhundert in Deutschland. Soziale Auseinandersetzung und philosophische Problematik (= Schriften zur Wissenschafts-, Sozial- und Bildungsgeschichte der Mathematik, Bd. 6). Vandenhoeck & Ruprecht, Göttingen 1989, S. 149–210, ISBN 3-525-40313-5.
- The ideas of Hermann Grassmann in the context of the mathematical and philosophical tradition since Leibniz. In: Historia mathematica, Bd. 16 (1989), S. 1–35.
- Gleichheit und Gegenständlichkeit in der Begründung der Mathematik im 19. Jahrhundert. Dargestellt am Beispiel der Auffassungen von H. Grassmann, B. Bolzano und G. Frege. In: Gert König (Hrsg.): Konzepte des mathematisch Unendlichen im 19. Jahrhundert (= Studien zur Wissenschafts-, Sozial- und Bildungsgeschichte der Mathematik, Bd. 5). Vandenhoeck & Ruprecht, Göttingen 1990, S. 219–253, ISBN 3-525-40312-7.
- Constructivism and objects in mathematical theory. In: Javier Echeverria (Hrsg.): The space of mathematics. Philosophical, epistemological and historical explorations. De Gruyter, Berlin 1992, S. 296–313, ISBN 3-11-013249-4.
- Gegenstand und Methode in der Geschichte der Mathematik. In: Philosophia naturalis, Bd. 29 (1992), S. 31–68.
- Das Prinzip der Kontinuität. In: Mathematische Semesterberichte, Bd. 39 (1992), S. 105–125.
- (Hrsg., mit Detlev Pätzold): Modellfunktionen der Philosophie. Meiner, Hamburg 1993, ISBN 3-7873-1111-4.
- Der Einzelne und die Wissenschaften. In: ders. (Hrsg.): Natur, Naturwissenschaft, Kulturbegriffe. Meiner, Hamburg 1993, S. 63–78, ISBN 3-7873-1113-0.
- Kontinuitätsprinzip und Prinzip der Identität des Ununterscheidbaren. In: Studia Leibnitiana, Bd. 25 (1993), S. 70–89.
- Das Formale, das Soziale und das Subjektive. Eine Einführung in die Philosophie und Didaktik der Mathematik. Suhrkamp, Frankfurt/M. 1994, ISBN 3-518-28706-0.
- Analysis and synthesis in mathematics from the perspective of Charles S. Peirce's philosophy. Leibniz and analyses. In: ders. (Hrsg., mit Marco Panza): Analysis and synthesis in mathematics. History and philosophy (= Boston studies in the philosophy and history of science, Bd. 196). Kluwer, Dordrecht 1997, S. 327–362, ISBN 0-7923-4570-3.
- (mit Johannes Lenhard): Analyse und Synthese. Von Leibniz und Kant zum axiomatischen Denken. In: Philosophia naturalis, Bd. 39 (2002), S. 259–292.
- Konstruktion und Existenz. In: Rudolf Seising (Hrsg.): Form, Zahl, Ordnung. Studien zur Wissenschafts- und Technikgeschichte. Ivo Schneider zum 65. Geburtstag (= Boethius, Bd. 48). Steiner, Stuttgart 2004, S. 169–191, ISBN 3-515-08525-4.
- (mit Johannes Lenhard): Grenzen der Mathematisierung. Von der grundlegenden Bedeutung der Anwendungen. In: Philosophia naturalis, Bd. 42 (2005), S. 15–47.
- Analytische Philosophie. Anspruch und Wirklichkeit eines Programms. Meiner, Hamburg 2014, ISBN 978-3-7873-2419-4 (2. Aufl. 2021).